# Birkhäuser Verlag
Birkhäuser Verlag era una casa editrice che pubblicava principalmente testi per l'architettura, paesaggio e design. Nel 2010 è stata acquistata dalla spagnola "Actar".

## Storia
Emil Birkhäuser (1850-1930) nacque in Turingia. Nel 1879, dopo aver avuto un negozio a Basilea di tipografie, aprì la casa editrice che portava il suo nome. Tra i primi testi pubblicati ci fu una serie di immagini sulla storia del pittore Karl Jauslin. La produzione aumentò con la pubblicazione di riviste, monografie e libri di testo. Nel 1979 fu aperta una filiale a Boston e la casa editrice cominciò a pubblicare anche sul mercato americano.
La casa editrice è fallita per difficoltà economiche nel marzo 2012.